# کلاش (نان)
کلاش (انگلیسی: Kalach) نوعی نان حلقه‌ای شکل سنتی در شرق اروپا است. این نان شیرین است و بسیار به نان بریوش شباهت دارد.